# N-óxido de trimetilamina
O N-óxido de trimetilamina, também conhecido por outros nomes e acrónimos, é um composto orgânico com fórmula química (CH3)3NO.
Este sólido incolor é usualmente encontrado como dihidrato. É um produto de oxidação da trimetilamina e é um metabolito comum em animais. É um osmólito encontrado em peixes de água salgada, em tubarões e raias, moluscos e crustáceos.
O TMAO decompõe-se em trimetilamina (TMA), que é o principal odorante característico de frutos do mar.